# Vrbice (Boêmia Central)
Vrbice é uma comuna checa localizada na região da Boêmia Central, distrito de Nymburk.